# Aluminita
Aluminite (português europeu) ou aluminita (português brasileiro) é um sulfato básico hidratado de alumínio, com fórmula química Al2SO4(OH)4·7(H2O).

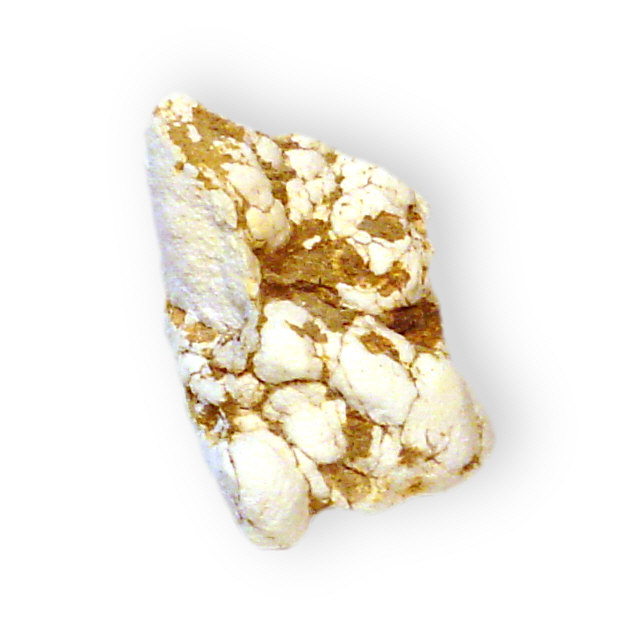
Mineral de aluminita

É um mineral monoclínico de cor branco terroso a branco acinzentado tipicamente encontrado na forma argilácea (raramente é encontrado em sua forma cristalina).
É quebradiço e possui um brilho fosco. É muito macio, com uma dureza de 1 na escala de Mohs, e uma densidade relativa de 1,66-1,7g/cm³. É produto da oxidação da pirita ou pirita branca (marcasita) junto com silicatos de alumínio e argilas. É solúvel em ácido clorídrico (HCl).
Foi descrito pela primeira vez em 1807, na cidade de Halle an der Saale, estado Saxônia-Anhalt, Alemanha. Também é conhecido como websterita (pelo geólogo inglês Thomas Webster).
A aluminita é usada em alvenaria para acelerar a secagem do cimento.